# Об'єднання Республіки Молдова та Румунії

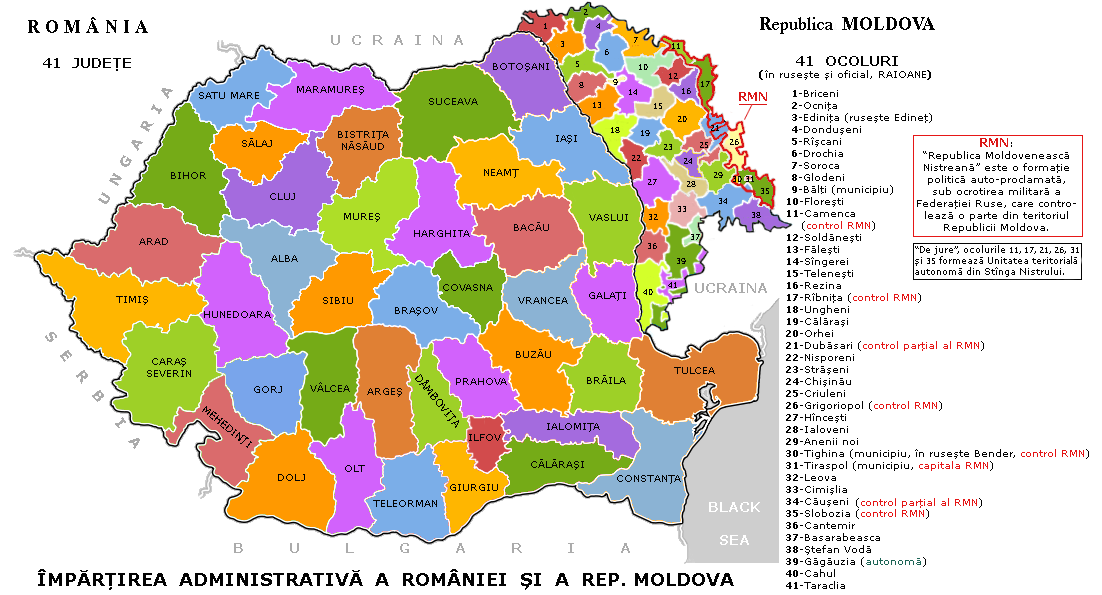
Карта нинішнього адміністративно-територіального поділу Молдови та Румунії

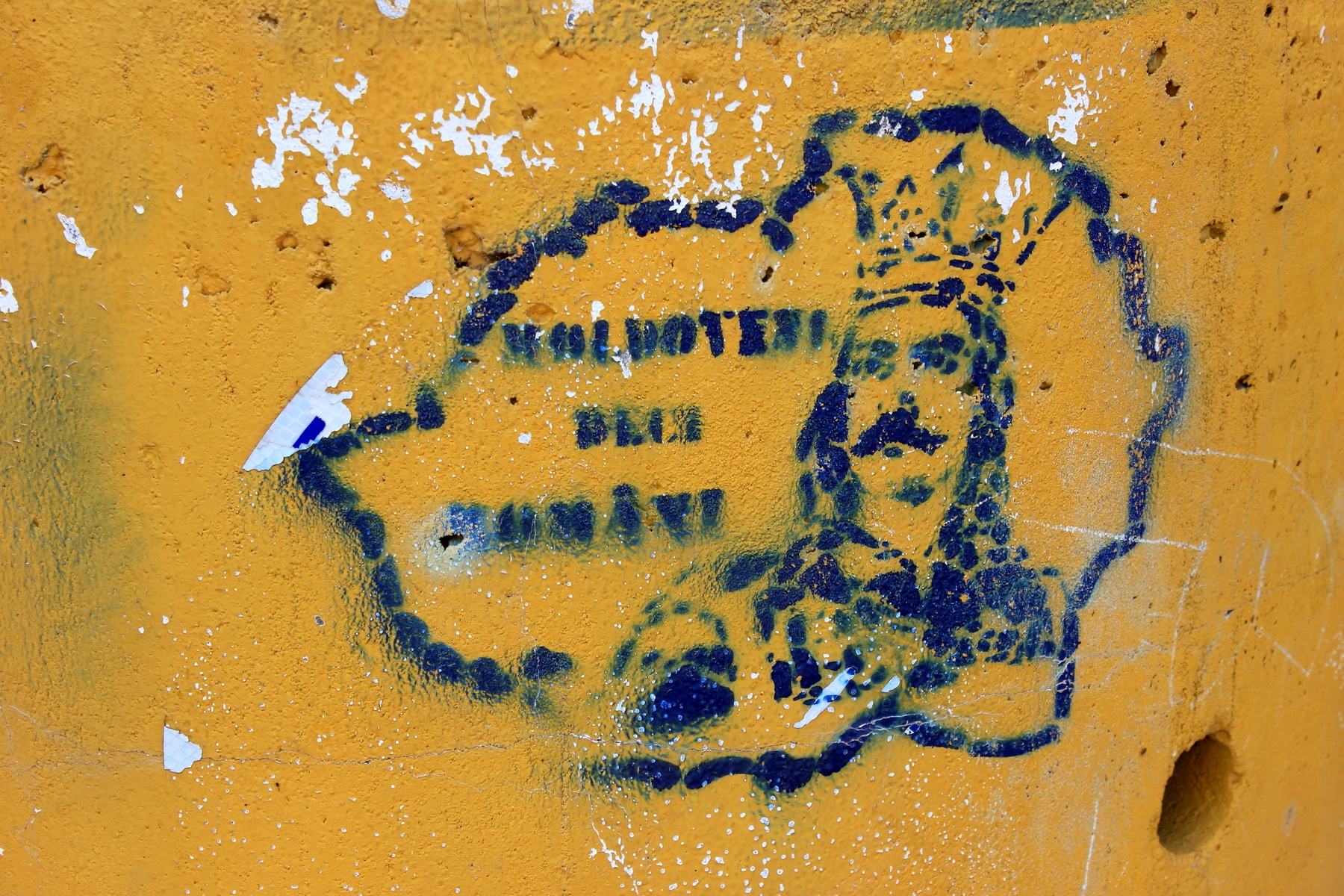
Графіті з фігурами Великої Румунії поблизу Брічені, Молдова

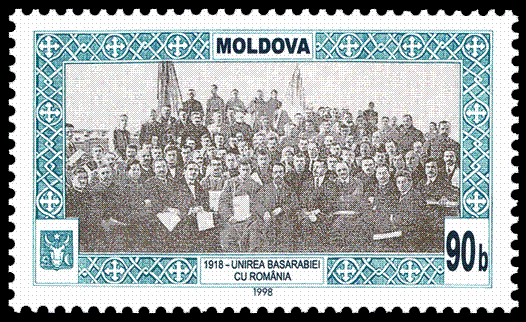
Поштова марка Молдови, випущена в 1998 році до 80-річчя входження Бессарабії до складу Румунського королівства

Об'єднання Молдови та Румунії (рум. Unirea Republicii Moldova cu România) — суспільно-політичний рух у Молдові й Румунії за об'єднання цих двох румунськомовних країн у єдину державу, завдяки чому Молдова стане частиною Європейського Союзу та НАТО й вийде з СНД. Активізувався після розпаду СРСР та падіння комуністичного режиму в Румунії. Часто використовують іншу назву уніонізм. Прибічників цього руху називають уніоністами (unioniști), одні підтримують це як мирний процес, заснований на згоді двох країн, інші в ім'я «румунського історичного права над Бессарабією». Супротивників називають — молдовеністами (moldoveniști) або державниками (stataliști).

## Історія

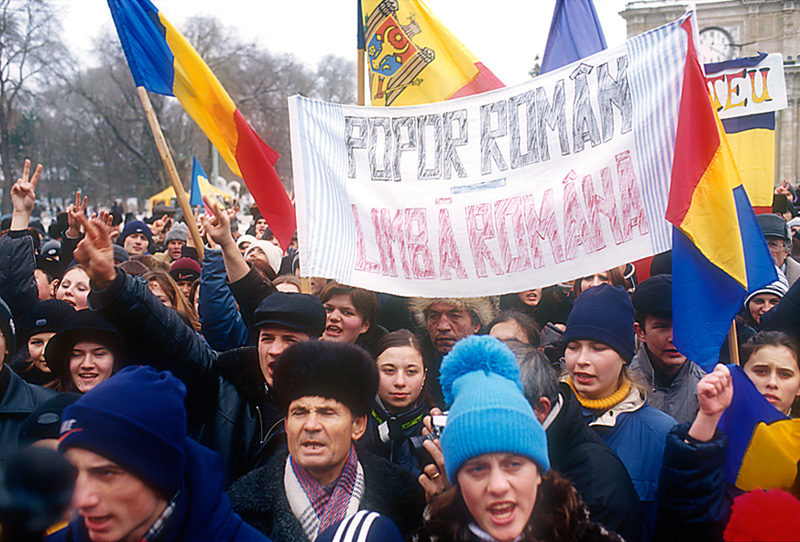
Мітинг прихильників об'єднання Молдови та Румунії в Кишиневі. Текст на плакаті говорить: «Румунський народ — румунська мова». (2002)

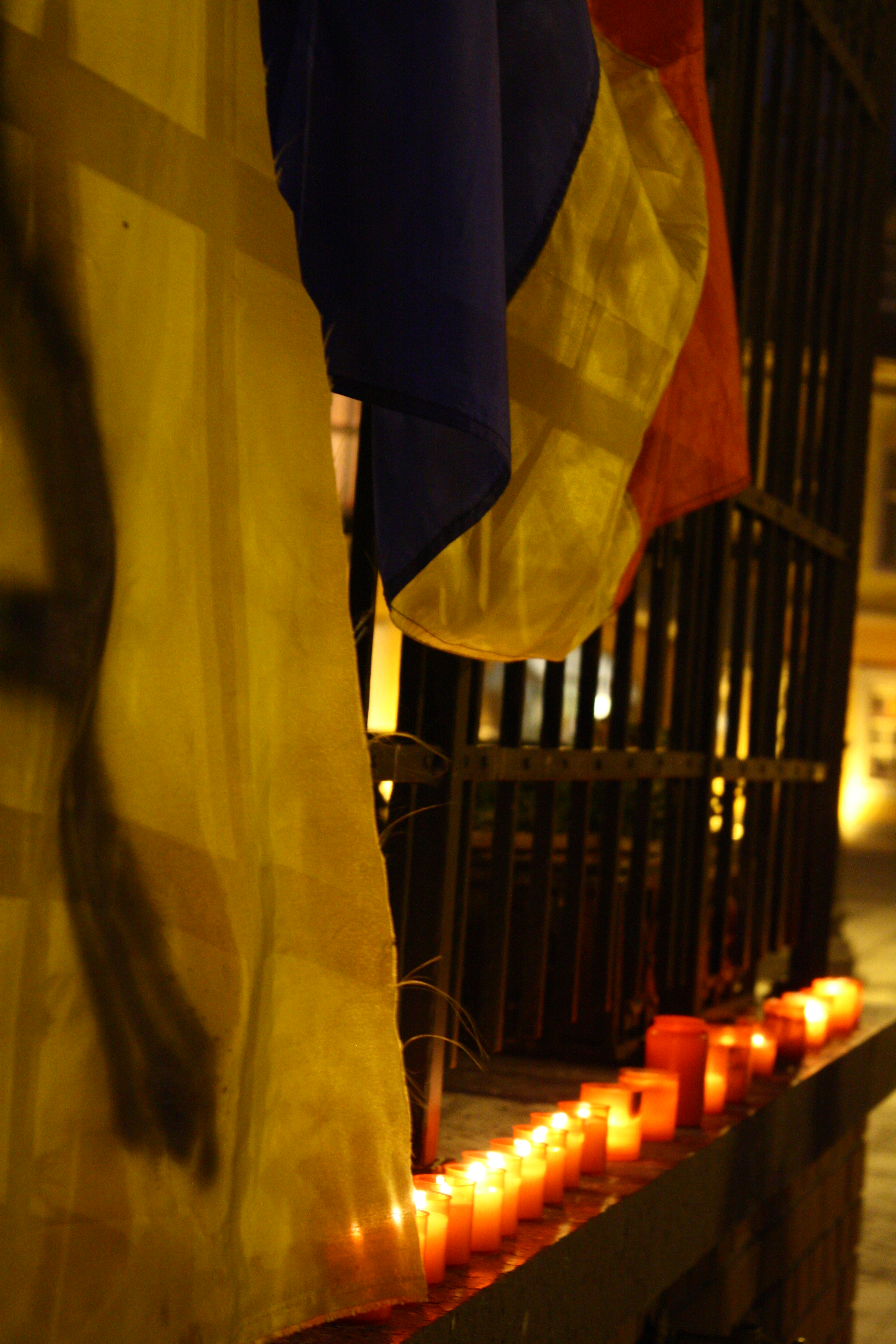
Зустріч для об'єднання в Сібіу (8 квітня 2009)

Молдовське князівство було васальною державою Османської імперії, а його східні території між Прутом і Дністром (приблизно половина князівства) були анексовані Російською імперією в 1812 році відповідно Бухарестського мирного договору. Росія назвала цей новий регіон Бессарабією, взявши назву, яке раніше належало тільки до південної частини регіону (відома також як «Буджак»), і розширили його, щоб охопити всю недавно приєднану територію. Назва походить від волоської династії Басараб, яка правила південною частиною в середні століття. Під час російської революції 1917 року знову сформований регіональний парламент (Sfatul ării) проголосив автономію Бессарабії в складі Росії. У 1918 році, після того як румунська армія увійшла в Східну Молдову, імпровізований парламент ухвалив рішення про незалежність тільки для того, щоб переглянути свою позицію і в кінцевому підсумку ухвалити рішення про входження до складу Румунії. Умови, включаючи положення про автономію, в кінцевому підсумку були зняті.
Вона перебувала у складі Румунії до 1940 року, доки на її територію не увійшли радянські війська. Радянська влада після анексії утворила Молдовську РСР. З 1940 по 1941 регіон перебував під контролем СРСР, аж доки не розпочалася Німецько-радянська війна та румунські війська знову не взяли Східну Молдову під свій контроль. У 1944 радянські війська увійшли на територію регіону. До кінця Другої світової війни Радянський Союз відвоював всі втрачені території, поширивши повністю там радянську владу. Радянська влада рішуче просували молдовську етнічну ідентичність, всупереч інших думок, які розглядали всіх носіїв румунської мови як частину єдиної етнічної групи, користуючись неповною інтеграцією Східної Молдови в міжвоєнну Румунію.
Офіційна радянська політика також свідчила, що румунська і молдавська нібито є двома різними мовами, і, щоб підкреслити цю відмінність, у Молдові використовувалася кирилична абетка, заснована на російській кирилиці, а не на застарілій румунській кирилиці, яка перестала використовуватися у 19 столітті в Румунії і у 1917 році в Бессарабії.

### Події після 1989 року
У вересні 1989 року, коли в Радянському Союзі відбулася лібералізація, парламент Молдавської РСР оголосив молдавську офіційною мовою і підтвердив існування «молдавсько-румунського мовної ідентичності».
6 травня 1990 року, після декількох десятиліть суворого поділу, Румунія і Молдавська РСР тимчасово зняли обмеження на перетин кордону, і тисячі людей перетнули річку Прут, яка знаменувала їх спільний кордон.
Фактори, що перешкоджають об'єднанню, були складними, починаючи від обережності політичних лідерів в Молдові і Румунії, війни в Придністров'ї і, що, можливо, більш важливо, менталітету значної частини населення в Молдові (і деякою мірою в Румунії), які були байдужі або опиралися такому проєкту. У своєму зверненні до румунського парламенту в лютому 1991 року перший президент Молдови Мірча Снєгур говорив про спільної ідентичності молдован і румунів, маючи на увазі «румунів по обидва боки річки Прут». У червні 1991 року Снєгур говорив про просування Молдови до возз'єднання з Румунією, додавши, що Радянський Союз не докладає великих зусиль, щоб зупинити це.
У той час багато молдовських інтелектуалів підтримували профспілку і хотіли «возз'єднання з румунською батьківщиною», народ не підтримав його, згідно з опитуванням 1992 року, проти якого виступали понад 70 % молдован. У той же час Придністров'я, східна частина Молдови, населена слов'янською (в основному російською, подекуди українською) більшістю, вважало небезпечним об'єднання з Румунією.

### Політичні зв'язки та уніонізм
Після проголошення незалежності 27 серпня 1991 року Молдова взяла румунський прапор і румунський гімн «Deșteaptă-te, române!», які стали символами нової незалежної Молдови. Після зростаючої напруженості між проуніоністичними правлячим Народним фронтом Молдови та президентом Снєгур, зокрема через об'єднання, президент наблизився до молдовської групи аграріїв і призначив їх кандидата Андрія Сангелі прем'єр-міністром. У результаті, особливо після перемоги аграріїв на виборах 1994 р Молдова почала дистанціюватися від Румунії. Державний прапор був трохи змінений, а гімн змінений на «Limba noastră». На думку багатьох громадських діячів, молдовський референдум 1994 року про незалежну Молдову був спрямований на виключення об'єднання з Румунією. Крім того, в конституції, прийнятої в 1994 році новим парламентом, у якому переважають молдавські аграрії і соціалісти, офіційна мова була названа «молдовською», на відміну від більш ранньої Декларації незалежності, у якій її називали «румунською». Спроба президента Молдови Мірчі Снєгура в 1996 році змінити назву офіційної мови на «румунську» була відхилена молдовським парламентом як «просування румунського експансіонізму».
«Концепція національної політики» була прийнята в 2003 р. Парламентом, в якому переважали комуністи, в якій говорилося, що молдовани та румуни — різні народи, а останні — етнічна меншина в Молдові.
До 2005 року об'єднання активно підтримувала тільки Християнсько-демократична народна партія, одна з політичних спадкоємців Молдовського народного фронту. Однак позиція християн-демократів істотно змінилася після того, як вони почали тісно співпрацювати з правлячими молдовськими комуністами. Під час виборів в квітні 2009 року альянс Націонал-ліберальної партії (Partidul Național Liberal) і Руху Європейського дії (Mișcarea Acțiunea Europeană) виступав на спільній платформі вільного союзу з Румунією, але набрав лише близько 1 % голосів.

## Політична думка

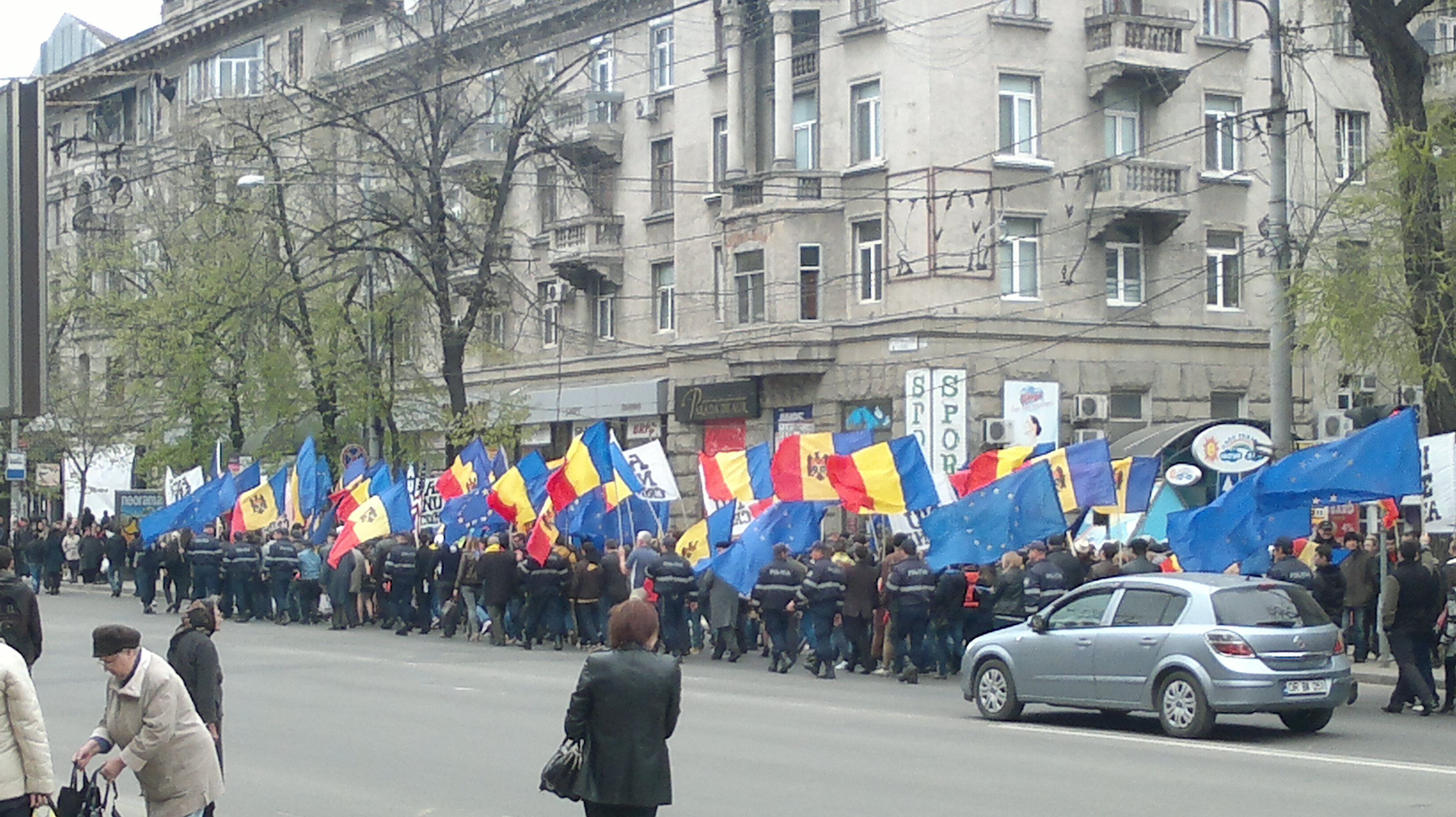
Проєвропейська і проуніонійська демонстрація в Кишиневі (квітень 2014)

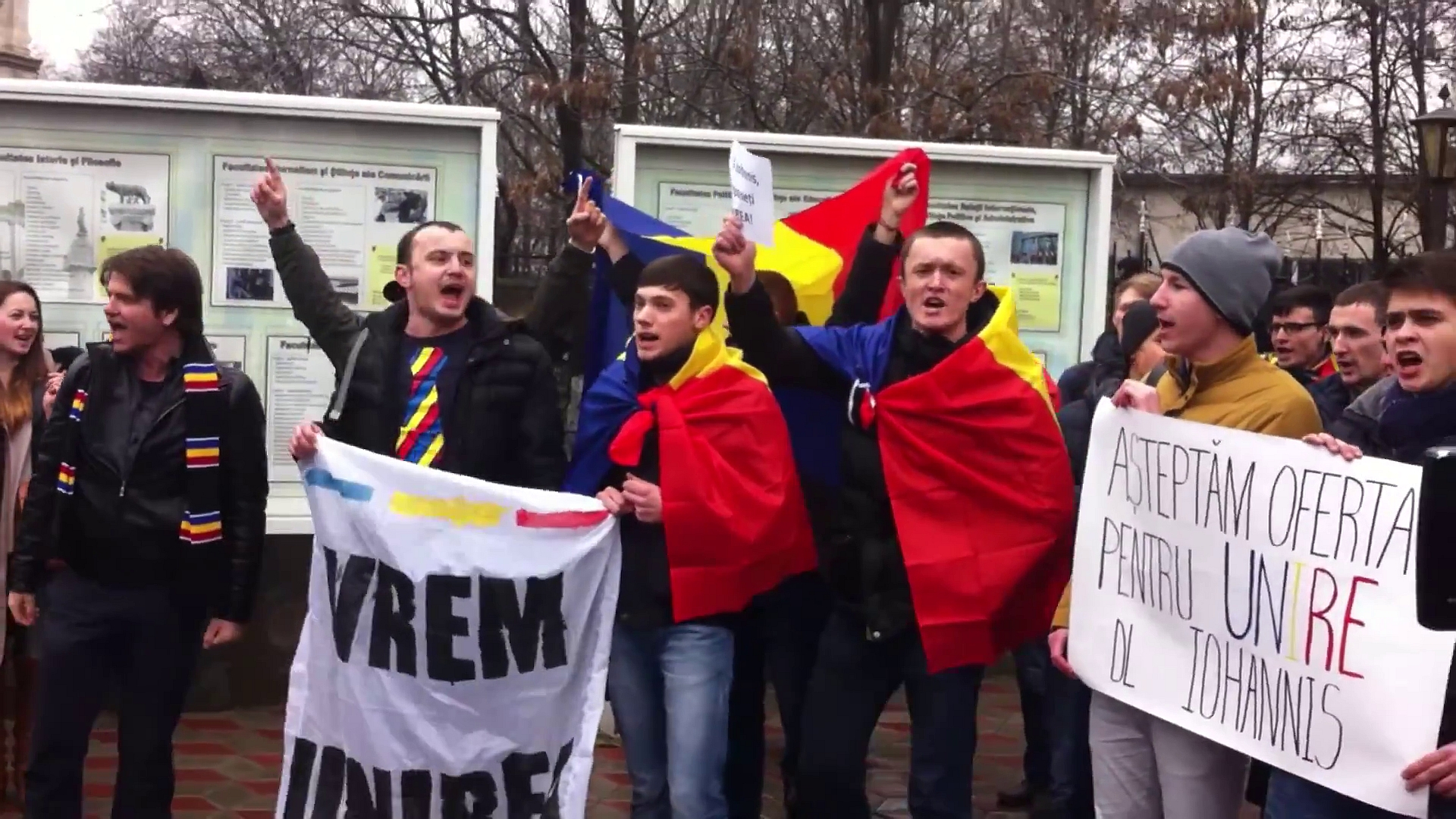
Молоді учасники протесту вимагають об'єднання в румунського президента Клауса Іоанніс в Кишиневі (лютий 2015)

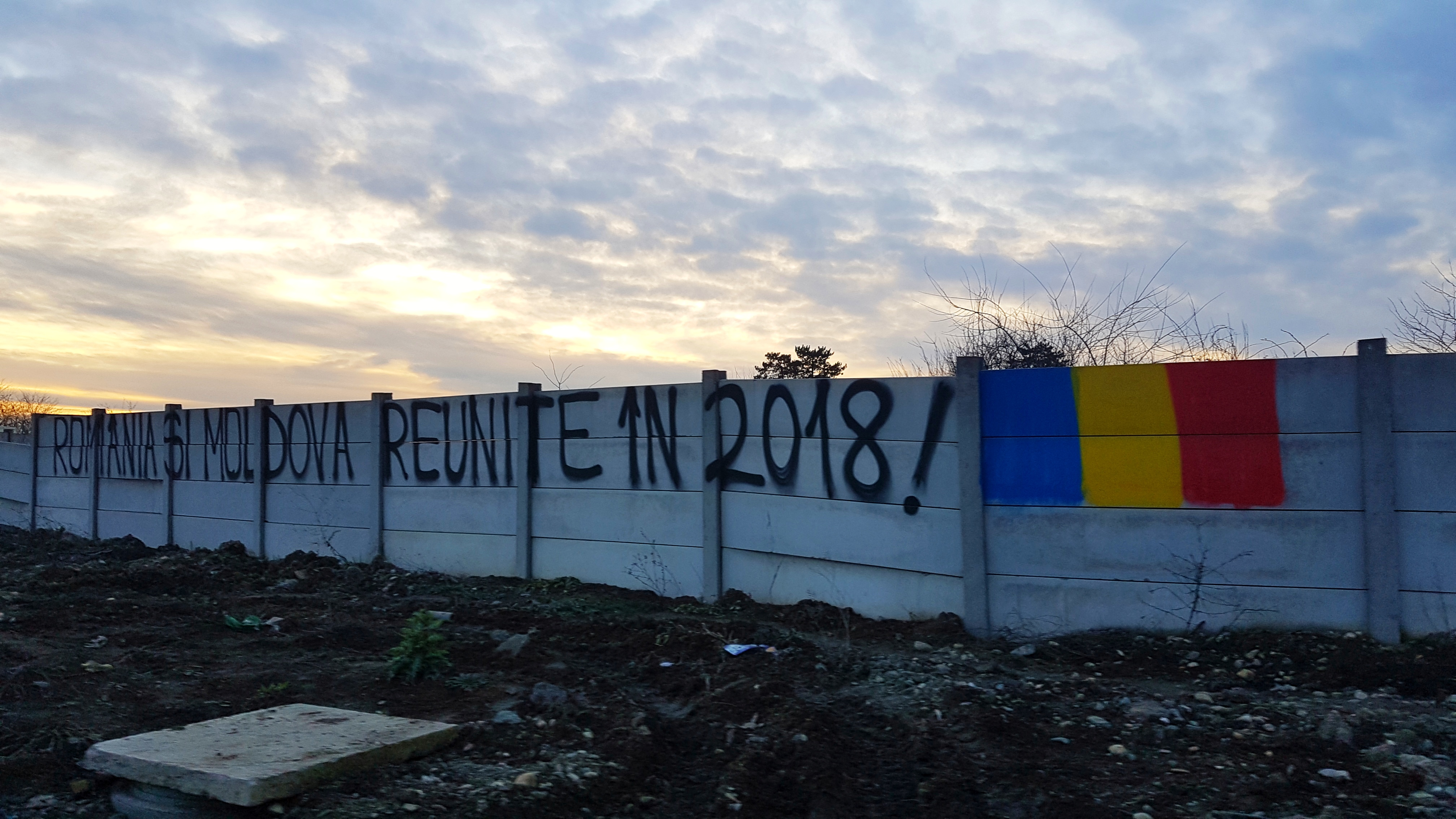
«Румунія та Молдова возз'єдналися у 2018 році!» графіті, побачені на стіні, прилеглій до Бухарестського кільця (грудень 2017)

У 2004 році і пізніше румунська газета Ziua опублікувала серію статей та інтерв'ю зі Станіславом Бєлковським, впливовим російським політичним оглядачем, який запропонував план об'єднання Румунії та Молдови за винятком Придністров'я. Ходили чутки, чи підтримує його план вищі кола Кремля, але вони так і не підтвердилися. Тим не менше, кілька журналістів і вчених відхилили цей план як відволікання, також вказавши на кілька неясностей, таких як статус міста Бендери, розташованого на правому березі Дністра, але знаходиться під контролем Придністров'я, і, що більш важливо, малоймовірно, що Молдова погодиться з таким планом.
У січні 2006 року президент Румунії Траян Бесеску заявив, що він рішуче підтримує заявку Молдови на вступ до Європейського Союзу і що «мінімальна політика Румунії полягає в тому, щоб об'єднання румунської нації відбулося в рамках ЄС». Фраза «мінімальна політика» викликала питання, чи існує ще і максимальна політика. У липні того ж року Бесеску заявив, що зробив пропозицію президентові Молдови Володимиру Вороніну про те, щоб «Молдова приєдналася до ЄС разом з Румунією в 2007 році», але пропозиція була відхилена. Бесеску також додав, що Румунія буде поважати це рішення і сама допоможе Молдові вступити в ЄС.
У жовтні 2006 року румунська газета Cotidianul оцінила вартість союзу з Молдовою в 30-35 мільярдів євро і викликала критику з боку румунської газети Ziua, а також Timpul за завищення вартості та ігнорування інших аспектів можливого союзу.
Після парламентських виборів в Молдові в квітні 2009 р, громадянських заворушень в Молдові в 2009 р, парламентських виборів в Молдові в липні 2009 року і створення правлячого Альянсу за європейську інтеграцію пішла нова хвиля спекуляцій з приводу союзу. Партія комуністів, яка перебуває в опозиції, заявила, що «до влади прийшли уніоністи». В інтерв'ю в листопаді 2009 року політичний оглядач Станіслав Бєлковський заявив, що квітень 2009 року поклав початок процесу повернення Молдови до Румунії.
Траян Бесеску здійснив державний візит до Молдови разом з деякими міністрами, щоб оголосити про кілька проєктів, які зміцнять зв'язки між двома країнами, і про пропозицію гранту в розмірі 100 мільйонів євро для інфраструктурних проєктів. Бесеску назвав Молдову своїм «проєктом душі». Очікувалось, що приватні румунські інвестиції також значно збільшаться з відкриттям молдовсько-румунського бізнесу та інвестиційного офісу і поглинанням новинного онлайн-порталу Unimedia румунської групою Realitatea-Caţavencu group, що належить бізнесменові Соріну Овідіу Ванту.
15 лютого 2010 року було відкрито прикордонний перехід Липкань-Радівці між Румунією і Молдовою, а залишки радянського забору з колючого дроту на молдавській стороні кордону з Румунією були демонтовані.
У січні 2010 року Мірча Друк, колишній прем'єр-міністр Молдови з 1990 по 1991 рік, заявив, що об'єднання Румунії та Республіки Молдова неминуче. Однак в.о. президента Міхай Гімпу в інтерв'ю російськомовній газеті «Комсомольская правда в Молдові» спростував факт такого кроку, заявивши, що уніоніство не входить в програму правлячої коаліції. Іншим разом він заявив, що, якщо люди хочуть об'єднання, ні він, ні хто-небудь інший не зможе їх зупинити. Він кілька разів визнавався, що особисто поділяв погляди уніоністів. Однак у серпні 2010 року він заявив, що пропозиція про «міждержавного союзі» між Румунією і Молдовою — «дуже дурна» ідея.
У 2010 році було зроблено заяву про те, що Молдова може об'єднатися з Румунією в найближчі 25 років. За словами Траян Бесеску, кордон Румунії (і Євросоюзу) пройшов би по Дністру, а Україна отримала б сильний стимул для подальшої демократизації та інтеграції в ЄС. Також Бесеску наголосив, що Бухарест ніколи не підпише договір про кордон з Молдовою, оскільки це «узаконило б пакт Молотова — Ріббентропа».
27 листопада 2013 року, за день до участі в саміті Східного партнерства у Вільнюсі, президент Румунії Траян Бесеску був запрошений на інтерв'ю національному телеканалу TVR. Там він сказав, що третім пріоритетом для Румунії після вступу в НАТО і ЄС повинен стати союз з Молдовою. «Я переконаний, що якщо в Молдові будуть прагнення об'єднання, Румунія без вагань скаже „так“», — заявив глава держави. У даний час Румунія підтримує повну інтеграцію Молдови в ЄС. Примар Кишинева Дорін Кіртоаке привітав заяви Бесеску. З іншого боку, молдовський прем'єр-міністр Юріє Лянке охарактеризував заяву Бесеску як таку, що «створює серйозні проблеми» для Молдови і підтвердив, що його уряд підтримує суверенну Молдову. Аналогічні позиції Лянке зайняли інші лідери проєвропейської правлячої коаліції Влад Філат і Маріан Лупу, а також лідер основної опозиційної партії Володимир Воронін.

## Сучасні тенденції

### Територіальне розширення союзу
Згідно з різними пропозиціями юніоністських рухів, існує п'ять варіантів можливого союзу:
- політичний союз Республіки Молдова та Румунії шляхом об'єднання в єдину державу, в рамках нинішніх «де-юре» (правових) меж (що має на увазі захоплення новою державою придністровської проблеми та її зв'язків з Російською Федерацією) незважаючи від політико-адміністративного становища нинішніх територіальних одиниць, які можуть бути збережені або реформовані в рамках нової держави;

У серпні 2016 року понад 100 громадських об'єднань і ініціативних груп підписали «Альянс за сторіччя», що зблизить два румунських береги. У Кишиневі уніоністський рух представлено коаліцією громадських об'єднань «Блок національної єдности», президентом Іоном Леашенко, коаліцією, яка охоплює більше 20 громадських об'єднань, найбільш активними є громадянський рух «Молода Молдова», очолюване молодими людьми Віталієм Присакарь, Анатолієм Урсу, Артеміс Бєланом і Ігорем Будяну і об'єднанням «Уніреа» — БДІ. Цивільні асоціації співпрацюють з депутатом-уніоністів Костянтином Кодреану, головою Комітету румун біля кордонів країни в румунському парламенті.
- політичний союз Республіки Молдова та Румунії шляхом злиття в єдину державу, в нинішніх «фактичних» (фактично) кордонах (що має на увазі відмову від нової держави на територію, контрольовану самопроголошеною державою Придністров'я, але вони можуть зробити вибір на приєднанням до України: цей варіант був названий пресою «планом Бєлковського».
- політичний союз Республіки Молдова та Румунії шляхом об'єднання в єдину державу, кордони, встановлені міжнародним договором після територіального обміну з Україною, основанне на підтримці нинішньої території України (тобто еквівалентність між зміненими suprefaces), в якому території на лівому березі Дніпра будуть передані йому в обмін на район Рені, розташованої на південь ілівостоку від Рені-Тигина залізниці і Дунайських островів і на руці Чилія:
- політичний союз Республіки Молдова та Румунії через федерацію двох держав (кожен з яких збереже свій суверенітет) в економічне, грошово-кредитне, митне і військове співтовариство (цей варіант натхненний ідеєю «одного народу, двох держав» Мірча Снєгур);
- винятковий культурний союз (ні політичний, ні територіальний), відповідно до якого дві держави будуть підтримуватися в межах своїх нинішніх кордонів і спілок, але за якими романське населення Республіки Молдова буде конституційно визнано румунським, так що молдавани, росіяни, українці або болгари, будуть мати право вважати себе членами народу, носіями мови і векторами культури, долаючи кордони республіки, не будучи змушеним, для того, щоб мати це право, щоб вважатися «меншістю» в своїй власній країні, як це має місце для тих, хто оголошує себе «румунами» в нинішній системі.

### Подвійне громадянство для громадян Молдови
Опитування, проведене IPP Кишинів у листопаді 2007 року, показує, що 33,6 % населення Молдови зацікавлене у володінні румунським громадянством, тоді як 58,8 % незацікавлені. Основною причиною зацікавлених є: спільна румунська мови (31,9 %), можливість поїздки до Румунії (48,9 %) та можливість подорожей та / або роботи в ЄС (17,2 %).
У період з 1991 по 2009 рік близько 140 000 громадян Молдови отримали громадянство Румунії. За деякими підрахунками, до 2009 р. за румунським громадянством звернулось 1 мільйон молдовських громадян. У 2010 р. уряд Румунії створив Національний орган з питань громадянства для обробки великої кількості заяв на отримання громадянства Румунії, що надходять особливо від громадян Молдови. Дослідження «Повторне отримання румунського громадянства: історичні, порівняльні та прикладні перспективи», опубліковане в 2012 році, підрахувало, що 226 507 громадян Молдови придбали румунське громадянство до 15 серпня 2011 року. За даними Національного органу з питань громадянства, між 15 серпня 2011 року та 15 жовтня 2012 року додатково 90 000 отримали громадянство Румунії, загальна кількість яких склала 320 000.
Дослідження Фонду Сороса, Румунія, проведене у 2013 р., Показало, що з моменту прийняття закону про громадянство в 1991 р. До кінця 2012 р. Кількість успішних заявок від Молдови становила 323 049. Це збільшення на 96 542 успішних заявок з 15 серпня 2011 року. За той самий період кількість заявок становила 449 783, що означає, що ще потрібно доопрацювати близько 125 000 заявок. У 2011 та 2012 роках було подано 100 845 та 87 015 заяв відповідно. Фактична кількість осіб, яким надано громадянство за цими заявами, залишається незрозумілою, оскільки кожна заява може включати неповнолітніх, які залежать від подання повнолітнього. Кількість осіб, за оцінками, становить близько 400 000, а потенціал може бути ще 150 000, якщо всі нерозглянуті заявки будуть успішними.
| Рік       | Кількість оброблених файлів (дорослі) |
| --------- | ------------------------------------- |
| 1991–2001 | 108,000                               |
| 2002–2008 | 7,500                                 |
| 2009      | 22,000                                |
| 2010      | 41,800                                |
| 2011      | 69,800                                |
| 2012      | 73,800                                |
| 2013      | 64,900                                |
| 2014      | 61,800                                |
| 2015      | 47,300                                |
| 2016      | 63,000                                |
| 2017      | 85,400                                |
| 2018      | 47,200                                |
| 2019      | 43,600                                |
| Разом     | 726,100                               |

### Дія 2012
У квітні 2011 року коаліція НУО з Румунії та Молдови створила громадянську платформу «Acțiunea 2012», метою якої є «підвищення обізнаности про необхідність об'єднання Румунії та Республіки Молдова». 2012 рік було обрано як посилання на двохсотлітню річницю розділу історичної Молдови в 1812 році, коли Російська імперія анексувала те, що пізніше назвуть Бессарабією. Прихильники об'єднання розглядають об'єднання як повернення назад цього історичного поділу, назад, натхнена досить недовговічним союзом Бессарабії з Румунією (1918—1940 рр.), Зруйнованого радянською окупацією.

### Унійна рада
У лютому 2012 року була створена Унійна рада, щоб «зібрати всіх уніоністів», щоб «просувати ідею румунської національної єдности». Серед підписантів: колишній прем'єр-міністр Молдови Мірча Друк, колишній спікер молдавського парламенту Олександру Мосану, президент Націонал-ліберальної партії Молдови Віталія Павліченко, письменник Володимир Бешляга, директор молдовської газети Timpul de dimineaţă Костянтин Тенасе, президент Вал Бутнару Jurnal Trust Media, журналіст і активіст Олег Брега, Ніку Церна, соліст молдавської рок-групи Gândul Mâ presidentei, і Тудор Іонеску, президент румунської неофашистською асоціації Noua Dreaptă, Валентин Долганюк, колишній депутат парламенту Молдови, Євгенія Дука, молдавська бізнес-леді, Антон Морару, молдовський професор історії, Євген Міхалахе, віце-президент Народної партії, Дан Діаконеску і інші.

### Блок національної єдности (BUN)
Створений 16 травня 2015 року як коаліція з 30 громадських організацій, що підтримують об'єднання Республіки Молдова з Румунією: Іон Леащенко (поточний лідер), Анатоль Урсу, Константин Кодряну (колишній лідер), Олег Чіку, Люсія Вієру, Віталій Присакару, Артеміс Балан, Клавдія Йовіта.

### Уніоністські марші
Новостворені ініціативні групи «Action 2012» та «Унійна Рада» організували кілька маніфестацій на підтримку об'єднання протягом 2012 року. Першою з них був мітинг від 2 000 до 3 000 чоловік в Кишиневі 25 березня 2012 р присвячений річниці Союзу Бессарабії з Румунією. 27 березня 1918 року. Великі мітинги пройшли 13 травня (в ознаменування 200-річчя Бухарестського мирного договору 1812 року і першої російської анексії Бессарабії) та 16 вересня. У жовтні 2012 року в Бухаресті також пройшов уніоністський марш, на якому були присутні кілька тисяч чоловік. Менш масштабні маніфестації пройшли в молдовських містах Кагул і Бєльці 22 липня і 5 серпня відповідно. Різна інтелігенція і артисти з обох країн підтримали марші, у той час як спікер Молдови Маріан Лупу і прем'єр-міністр Влад Філат виступили проти них. Пізніше мітинги в Бухаресті були повторені в жовтні 2013 року і жовтні 2014 року. Також у вересні 2014 року пройшов ще один мітинг в Кишиневі, під час якого по центральній вулиці міста несли 300-метровий румунський прапор. 16 травня 2015 роки від 5000 (за оцінкою поліції) до 25000 чоловік (за оцінкою організаторів) продемонстрували об'єднання в Кишиневі, що було заявлено як найбільші прорумунські протести з 1990-х років. Чергова акція протесту, яка зібрала від 5 до 30 тисяч чоловік (за заявою організаторів), пройшла 5 липня 2015 року в Кишиневі. Близько тисячі молодих людей з числа учасників попрямували в Бухарест під час Маршу Стефана Великого, закликаючи до об'єднання Молдови з Румунією. Марш тривав тиждень, з 5 по 11 липня. У Республіці Молдова марш проходив за маршрутом Страшени — Лозова — Келераць — Корнешти — Унгень. Учасники переправилися через річку Прут 11 липня в 10 годині ранку під час масштабної реконструкції Мостів квітів в 1990 році. Їх марш закінчився в Бухаресті, де їх зустріли кілька сотень румунських громадян на Університетській площі, перш ніж вони попрямували до Палац Котрочень, щоб закликати президента Румунії Клауса Іоанніс підтримати проєкт об'єднання. Колишній президент Молдови Володимир Воронін різко засудив марш в Румунію. У листі президенту Європейського парламенту Мартіну Шульцу, опублікованому 7 липня, Воронін звинуватив Бухарест у підбурюванні до «руйнування і анексії Молдови».
22 вересня 2015 року уряди Румунії і Республіки Молдова провели двосторонню зустріч у Нептуні, повіт Констанца, на якій вийшли понад 300 уніоністських активістів. Їх представники отримали доступ до зустрічі, обговорюючи з Міністром закордонних справ спільні проєкти. Уніоністи оголосили «Порядок денний возз'єднання на 2018 рік», деякі з їхніх вимог були прийняті і вирішені на міжурядовому нараді. У 2018 році, коли відзначали столітню річницю Дня Великого союзу, кілька румунських та молдавських активістів з метою об'єднання організували демонстрацію під назвою «Марш століття». Він стартував у Алба-Юлії 1 липня 2018 року і завершився в Кишиневі 1 вересня 2018 року. Однією з його основних цілей було об'єднання Молдови з Румунією. Учасники спробували зібрати 1 мільйон підписів за організацію референдуму. Хоча спочатку влади Молдови заборонили учасникам перетинати кордон, їм дозволили увійти пізніше. Пізніше проросійський президент Молдови Ігор Додон заявив, що можливе об'єднання Молдови і Румунії нібито «може призвести до громадянської війни».
16 липня 2019 року під час візиту в Берлін, прем'єр-міністр Мая Санду заявила, що значна частина жителів Молдови — за опитуваннями, близько 25 % і навіть більше — виступають за возз'єднання з Румунією і навіть вимагають цього. Є й партії, що діють в цьому напрямку, запевняючи, що тільки об'єднання з Румунією в єдину державу може кардинальним чином поліпшити ситуацію в Молдові. «Але ми розуміємо, що ухвалювати рішення щодо цього мають не політичні партії, а все населення країни шляхом референдуму», — сказала вона.

### Політичний рух «Об'єднання»
15 січня 2020 в Кишиневі лідери партії «Демократія дому» (PPDA), Ліберальної партії (ЛП), Націонал-ліберальної партії (НЛП), партії «Об'єднання порятунку Бессарабії» (USB) і Народної румунської партії (PPR) створили політичний рух Unirea («Об'єднання»). Як зазначили на сторінці USB у Facebook, підписанти пообіцяли зберігати свій союз до об'єднання Молдови і Румунії та закликати інші формування приєднуватися до них. Угода заснована на таких міркуваннях: консолідація проуніостичного руху в Молдові з метою зближення наших національних ідеалів, реалізації звільнення від російської окупації і возз'єднання румунської нації через союз з Румунією; участь в єдиному форматі (виборчий блок) на місцевих, парламентських, президентських виборах в Республіці Молдова; протидія небезпеці розширення впливу Російської Федерації в Республіці Молдова, а також незаконного розміщення окупаційної армії, захоплення стратегічних об'єктів, спроб федералізації тощо.
Також блок прагне "забезпечення і реалізації шансу для всіх, незалежно від їхнього етнічного походження, вести безпечне і процвітаюче життя в рамках НАТО і ЄС, повернувшись до складу Румунії.

## Гіпотетичні результати об'єднання
Очікувані результати об'єднання на основі статистичних даних за 2021 рік:
| Країна            | Населення 2020, оцінка | Площа       | Щільність населення | ВВП на душу населення |
| ----------------- | ---------------------- | ----------- | ------------------- | --------------------- |
| Молдова           | 2,640,438              | 33 851 км²  | 90,3                | $13,574               |
| Румунія           | 19,317,984             | 238 391 км² | 81,4                | $29,555               |
| Об'єднана держава | 21,958,422             | 272 242 км² | 82.4                | $25,535               |

## Громадська думка

### Опитування громадської думки в Республіці Молдова
Міжнародний республіканський інститут у партнерстві з Gallup проводить регулярні опитування громадської думки в Республіці Молдова у зв'язку з різними суспільно-політичними питаннями. Результати, наведені нижче, відображають суспільне сприйняття:
| Місяць і рік                                  | Запитання                                                                                                | Повна згода | Часткова згода | Часткова незгода | Повна незгода | НЗ/СВ |
| --------------------------------------------- | --- | ----------- | -------------- | ---------------- | ------------- | ----- |
| Жовтень 2014                                  | Яка ваша позиція щодо союзу Республіки Молдова з Румунією?                                               | 12 %        | 39 %           | 18 %             | 31 %          | 0 %   |
| Листопад 2015                                 | Якби наступної неділі був референдум про союз Молдови з Румунією, ви б проголосували за або проти союзу? | 21 %        | ←              | 53 %             | ←             | 17 %  |
| Лютий 2014                                    | Яка у вас позиція щодо возз'єднання Румунії з Республікою Молдова?                                       | 27 %        | 25 %           | 20 %             | 12 %          | 15 %  |
| Лютий 2014                                    | Чи вважаєте ви, що возз'єднання Республіки Молдова з Румунією може бути досягнуто чи ні?                 | 20 %        | 34 %           | 25 %             | 7 %           | 15 %  |
| Вересень-жовтень 2011                         | Чи згодні ви чи не згодні з возз'єднанням Республіки Молдова з Румунією?                                 | 11 %        | 20 %           | 16 %             | 43 %          | 10 %  |
| Січень-лютий 2011                             | Виключаючи вплив потенційного вступу Молдови в ЄС, чи згодні ви з союзом Молдови з Румунією?             | 10 %        | 18 %           | 16 %             | 47 %          | 9 %   |
| 1-19 квітня 2018 (лише муніципалітет Кишинів) | Ви хочете союзу Республіки Молдова з Румунією?                                                           | 55 %        | ←              | ←                | 45 %          | 0 %   |
| Грудень 2019                                  | Ви б проголосували за або проти союзу Республіки Молдова з Румунією?                                     | 34 %        | 0 %            | 0 %              | 54 %          | 12 %  |
| Січень 2020                                   | Ви б проголосували за або проти союзу Республіки Молдова з Румунією?                                     | 37 %        | 0 %            | 0 %              | 52 %          | 11 %  |

### Опитування громадської думки в Румунії
Опитування, проведене в листопаді-грудні 2010 р докладно проаналізовано в дослідженні «Республіка Молдова в суспільній свідомості Румунії», також торкнулося проблеми об'єднання двох держав.
| Запитання                                                                            | Повна згода | Часткова згода | Часткова незгода | Повна незгода | НЗ/СВ |
| ------------------------------------------------------------------------------------ | ----------- | -------------- | ---------------- | ------------- | ----- |
| Чи повинен союз бути національною метою для Румунії?                                 | 42 %        | 29 %           | 10 %             | 4 %           | 15 %  |
| Рано чи пізно повинні Республіка Молдова і Румунія об'єднатися за зразком Німеччини? | 16 %        | 29 %           | 16 %             | 11 %          | 28 %  |

## Відмінності і конвергенції з німецькою моделлю і іншими уніонізмами
Уніоністський рух в двох країнах підтримує ідею возз'єднання Республіки Молдова з Румунією на основі культурно-лінгвістичної ідентичності між уродженцями двох держав, а також спільної історії молдован по обидві сторони Прута, до 1812 року, між 1918 і 1940 роками і між 1941 і 1944 роками. Що стосується умов союзу, то мова йде про моделі возз'єднання Німеччини в 1990 році.
Є, однак, відмінності від німецької моделі. Незважаючи на те, що до 1871 року Німеччині не існувало, на її місці існували різні царства, князівства і герцогства (з різними німецькими мовами), в колективній свідомості населення Сходу відчуття німецьких ніколи не воювали радянські тоді комуністична влада НДР, офіційна назва якої було Німецької демократичною Республікою, і питання про возз'єднання ніколи не відкидався, в залежності від її умов. Західна Німеччина вважалася політичною елітою НДР «національною територією під капіталістичної окупацією»: у Східній Німеччині національна ідентичність, відрізняється від національної ідентичності інших німців. Іншою відмінністю від положення Німеччини є існування трьох інших німецькомовних або переважно німецькомовних держав: Австрії, Швейцарія і Ліхтенштейн відокремлені від Німеччини, існування якої люди звикли протягом століть, що не викликає суперечок, заснованих на тій же соціальної і політичної моделі, як Німеччина, в з якою мова носить те ж ім'я, і в якому будь-який оратор німецький може безперешкодно посилатися на Німеччину, на історію і культуру німецького народу, не будучи зарахованим владою як партизан німецького імперіалізму.
Уніонізм румуномовних румунів і Республіки Молдова є одним з багатьох уніонізмів, які існують в Європі та світі: німецький, яка досягла успіху, а також ті з Ємену і В'єтнаму, а й ті, значно більша кількість, які зазнали невдачі: Австрія з Німеччиною в 1918 році, Корея, арабські країни між собою, полінезійські держави один з одним, Кіпр з Грецією, Македонія з Болгарією, сербські країни після розпаду югославії, Косово з Албанією, Білорусь з Росією після розпаду СРСР, Північна Осетія з південної, Сенегал з Гамбією, потім з Малі, Малайзія з Індонезією, і так далі. У більшості цих випадків відцентрові сили були сильнішими уніоністичних сил.